# 薩姆瑙恩

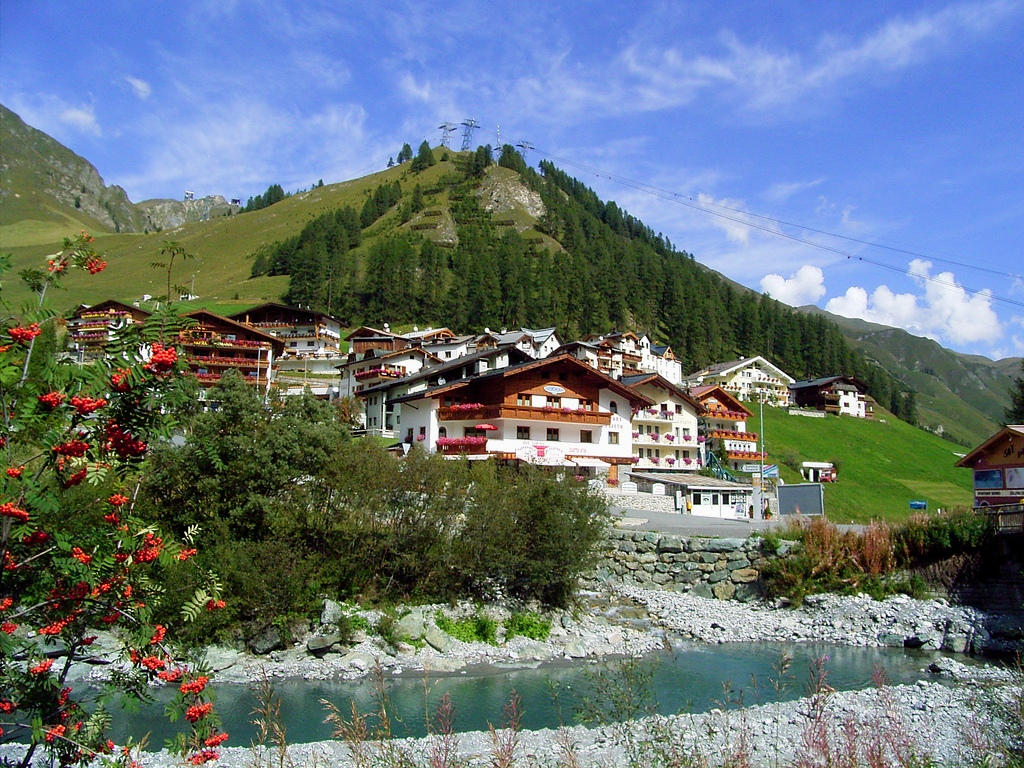

薩姆瑙恩是瑞士的城鎮，位於該國東部，由格勞賓登州負責管轄，面積56.31平方公里，四成半土地用於農業，海拔高度1,846米，2011年人口785，人口密度每平方公里14人。

## 外部連結
- Samnaun Tourism
- History of Samnaun